# MF 67

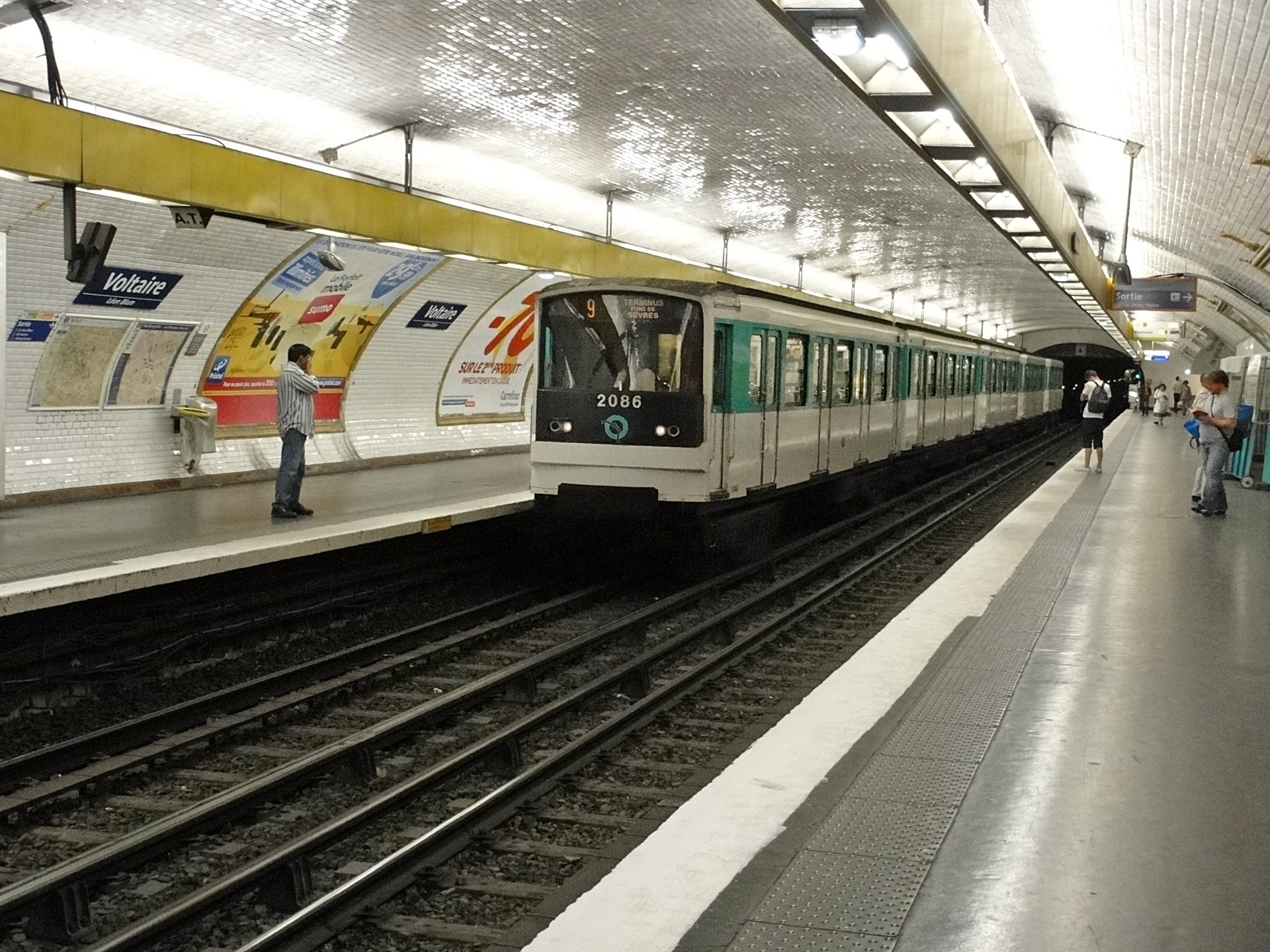
Metropolitan Railway MF67 sair da estação Voltaire na linha 9 do metrô de Paris

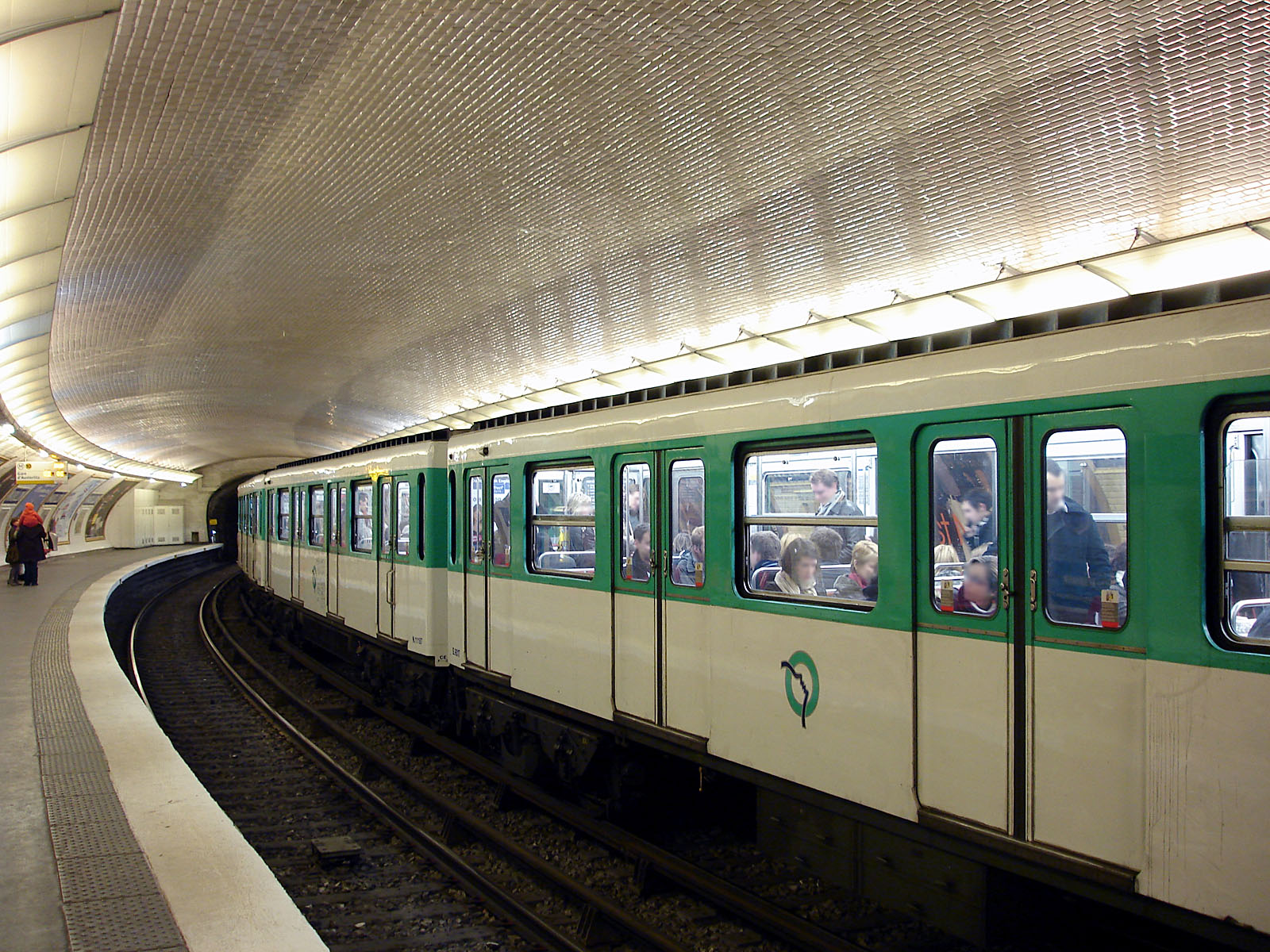
Um MF67 em Estação Mabillon da Linha 10

O MF 67  é um modelo de comboio francês usado na Metro de Paris. Os trens foram construídos por Alstom e lançado em 1967, quando o RATP decidiu reformar as linhas 3, 3bis, 5, 9, 10 e 12 para o uso de trens de rolamento, por isso só trabalha nesta linha.

## História
As linhas 3, 3bis, 5, 9, 10 e 12 do Metro de Paris foi convertido para veículos ferroviários devido a trechos longos que fluem ao ar livre, onde havia um monte de ruído e vibração de comboios que utilizam material ferroso padrão.

## Presente e futuro
A MF 67 foi parte de um programa de renovação lançado em 2000. Os trens são compostos de 5 carros, e continuar suas viagens através das linhas 3 e 10 para a entrega das unidades MF 2015. Depois que poderiam ser adaptados para qualquer outros  metros do mundo que usam o mesmo sistema.

## Características
O MF 67 são electronicamente limitada a 70 km/h, têm uma resistência à tracção servo para 720 v em vez de 750 v. Eles têm pneus radiais, caixas de alívio, e de frente altamente estilizado especialmente no estilo MP 59 e alguns MP 73. Também mudou a disposição dos assentos, buscando uma maior conforto.